# Hilfskomitee der evangelisch-lutherischen Deutschen aus Polen

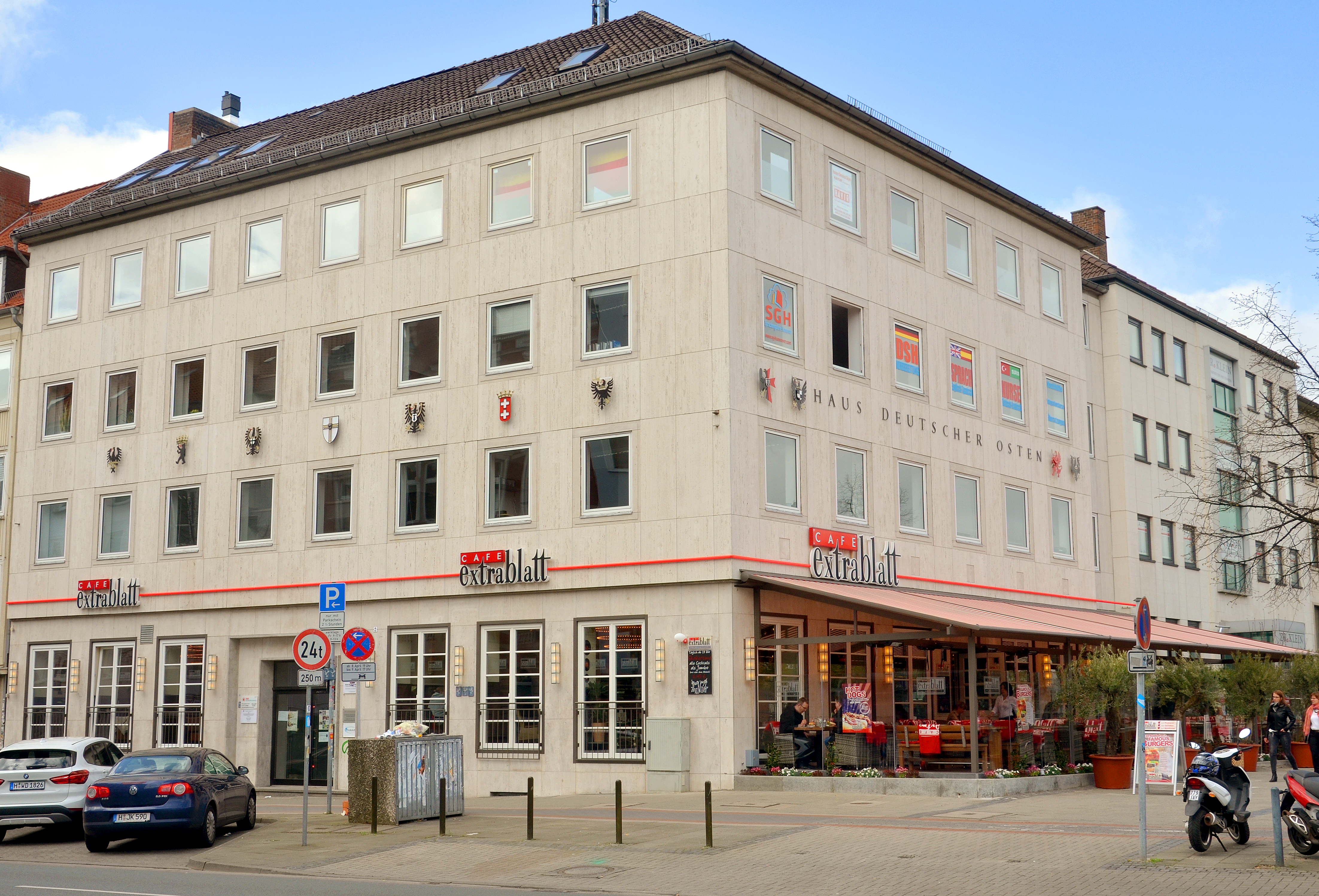
Das „Haus Deutscher Osten“ am Königsworther Platz in Hannover, Sitz des Hilfskomitees

Das Hilfskomitee der evangelisch-lutherischen Deutschen aus Polen ist eine 1946 gegründete Organisation der evangelischen, deutschen Heimatvertriebenen.

## Allgemeines
Das Hilfskomitee wurde am 8. August 1946 in Treysa gegründet. Die Hauptgeschäftsstelle des Hilfskomitees befand sich bis zum 31. Dezember 1951 in Ansbach, seit dem 1. Januar 1952 in Hannover.
Seit Oktober 1949 gibt das Hilfskomitee das Mitteilungsblatt Weg und Ziel heraus, das zunächst zwölf Mal im Jahr  erschien und heute noch sechs Mal im Jahr erscheint.
Das Hilfskomitee hatte im Jahr 2016 noch 900 Mitglieder.

## Aufgaben
- Seelsorgerliche Betreuung der aus Polen stammenden evangelischen, deutschen Vertriebenen und deren Nachkommen
- Veranstaltungen von Heimattreffen mit Gottesdiensten, Vorträgen, historischen und politischen Informationen
- Hilfe bei der Beschaffung von Urkunden
- Suche von Angehörigen und Freunden
- Verständigung und Versöhnung zwischen beiden Nationen und auch den Konfessionen durch Besuche und gemeinsame Veranstaltungen in Polen
- Partnerschaftsaufbau und intensive Pflege mit den nun polnischen ev.-luth. Kirchengemeinden im alten Heimatgebiet
- Finanzielle Unterstützung der älteren und hilfsbedürftigen Evangelischen in Polen
- früher: Unterstützung von Auswanderungswilligen

## Vorsitzende
- 1946–1947: Pastor Paul Otto, ehemals aus Łódź
- 1947–1948: Pastor Dr. Erich Dietrich
- 1948–1986: Pastor Arthur Schmidt
- 1986–2012: Pastor i. R. Georg Sichler
- 2013–2019: Pastor i. R. Georg Leupold, Wolfsburg
- 2019–2023: Dr. Martin Sprungala